# Pataecus fronto
Pataecus fronto is een straalvinnige vissensoort uit de familie van indianenvissen (Pataecidae). De wetenschappelijke naam van de soort is voor het eerst geldig gepubliceerd in 1844 door Richardson.